# Grote Eenheidspartij
De Grote Eenheidspartij (Turks: Büyük Birlik Partisi - BBP) is een extreemrechtse nationalistische en islamistische politieke partij in Turkije, opgericht op 29 januari 1993. De partij schijnt banden te hebben met de Grijze Wolven, een paramilitaire organisatie in Turkije, en is gelieerd aan de "Alperen Ocakları", die een synthese van islamisme en Turks ultra-nationalisme nastreeft.
Deze organisatie scheurde zich in juli 1992 los van de MHP. De partij is in het parlement geraakt door kartels te vormen met populaire partijen. Bij de parlementsverkiezingen van 2002 haalde de partij 1,1% van de stemmen en haalde geen zetels. Bij de verkiezingen in 2007, werd Muhsin Yazıcıoğlu verkozen als onafhankelijke parlementariër. Bij de verkiezingen van 2011 deed de BBP weer mee en behaalde 0,73% van de stemmen.

## Moord op Hrant Dink
Ogün Samast, de ultranationalistische Turkse tiener die Hrant Dink, een Turks-Armeense journalist, vermoordde, scheen banden te hebben met de Grijze Wolven en ook met de Grote Eenheidspartij, via de jeugdbeweging Alperen Ocakları die voorheen bekend was onder de naam Nizam-ı Alem Ocakları.
De gerechtskosten van een van de sleutelfiguren in de moord, het voormalig BBP-lid Yasin Hayal, werden betaald door de partijtop van de BBP.

## Dood van Muhsin Yazıcıoğlu in 2009
Op woensdag 25 maart 2009 raakte de oprichter en partijvoorzitter, Muhsin Yazıcıoğlu, vermist bij een helikoptercrash in Turkije. Een zoekactie werd op touw gezet en na 48 uur werden de eerste overleden passagiers gevonden. Het lichaam van Muhsin Yazıcıoğlu werd enkele uren later gevonden.